# Księga Barucha
Księga Barucha – w kanonie Biblii Kościoła katolickiego oraz prawosławnego, deuterokanoniczna księga Starego Testamentu. Przez wyznawców judaizmu i Kościoły protestanckie zaliczana do ksiąg apokryficznych. Znajdowała się w części kodeksów Septuaginty oraz w Wulgacie. Nie należała do Biblii hebrajskiej. Uczeni umiejscawiają czas jej spisania najczęściej wkrótce po lub w trakcie okresu Machabeuszy. Księga Barucha jest księgą prorocką, podobnie jak Księga Izajasza, Jeremiasza, Lamentacji, Ezechiela, Daniela oraz księgi dwunastu proroków mniejszych.

## Kompozycja i treść
W Księdze Barucha, zgodnie z tradycją łacińską (Wulgata), wyróżnia się cztery części:
1. Bar 1,1-14 - wstęp historyczny
2. Bar 1,15 – 3,8 - modlitwa wygnańców
3. Bar 3,9 – 5,9 - mowa proroka
4. Bar 6 - List Jeremiasza